# KCNG4
KCNG4 (англ. Potassium voltage-gated channel modifier subfamily G member 4) – білок, який кодується однойменним геном, розташованим у людей на короткому плечі 16-ї хромосоми. Довжина поліпептидного ланцюга білка становить 519 амінокислот, а молекулярна маса — 58 979.
| 10         |  | 20         |  | 30         |  | 40         |  | 50         |
| ---------- |  | ---------- |  | ---------- |  | ---------- |  | ---------- |
| MPMPSRDGGL |  | HPRHHHYGSH |  | SPWSQLLSSP |  | METPSIKGLY |  | YRRVRKVGAL |
| DASPVDLKKE |  | ILINVGGRRY |  | LLPWSTLDRF |  | PLSRLSKLRL |  | CRSYEEIVQL |
| CDDYDEDSQE |  | FFFDRSPSAF |  | GVIVSFLAAG |  | KLVLLQEMCA |  | LSFQEELAYW |
| GIEEAHLERC |  | CLRKLLRKLE |  | ELEELAKLHR |  | EDVLRQQRET |  | RRPASHSSRW |
| GLCMNRLREM |  | VENPQSGLPG |  | KVFACLSILF |  | VATTAVSLCV |  | STMPDLRAEE |
| DQGECSRKCY |  | YIFIVETICV |  | AWFSLEFCLR |  | FVQAQDKCQF |  | FQGPLNIIDI |
| LAISPYYVSL |  | AVSEEPPEDG |  | ERPSGSSYLE |  | KVGLVLRVLR |  | ALRILYVMRL |
| ARHSLGLQTL |  | GLTVRRCTRE |  | FGLLLLFLAV |  | AITLFSPLVY |  | VAEKESGRVL |
| EFTSIPASYW |  | WAIISMTTVG |  | YGDMVPRSVP |  | GQMVALSSIL |  | SGILIMAFPA |
| TSIFHTFSHS |  | YLELKKEQEQ |  | LQARLRHLQN |  | TGPASECELL |  | DPHVASEHEL |
| MNDVNDLILE |  | GPALPIMHM  |  |            |  |            |  |            |

A: Аланін

C: Цистеїн

D: Аспарагінова кислота

E: Глутамінова кислота

F: Фенілаланін

G: Гліцин

H: Гістидин

I: Ізолейцин

K: Лізин

L: Лейцин

M: Метіонін

N: Аспарагін

P: Пролін

Q: Глутамін

R: Аргінін

S: Серин

T: Треонін

V: Валін

W: Триптофан

Кодований геном білок за функціями належить до іонних каналів, потенціалзалежних каналів. 
Задіяний у таких біологічних процесах, як транспорт іонів, транспорт, транспорт калію, альтернативний сплайсинг. 
Білок має сайт для зв'язування з калію. 
Локалізований у клітинній мембрані, мембрані.